# Terremoto de Mendoza de 1861
El terremoto de Mendoza de 1861 fue el mayor sismo registrado por la historia en la provincia de Mendoza (Argentina). Ocurrió a las 20:36 (hora local) del miércoles 20 de marzo. Tuvo una magnitud de 7,2 en la escala sismológica de Richter y una intensidad de IX en la escala sismológica de Mercalli. Su hipocentro se localizó a una profundidad estimada de entre 10 y 20 km, en las coordenadas 32°53′59″S 68°54′0″O / -32.89972, -68.90000.
Debido a la hora en que se produjo el terremoto, se encontró mucha gente bajo los escombros en sus dormitorios y se produjeron incendios ya que en esa época se utilizaban lámparas con bencina para alumbrarse y al romperse por el sismo el fuego se expandió rápidamente. El fuego fue controlado totalmente después de 4 días. Se produjeron también algunos episodios de saqueos.

## Consecuencias del terremoto

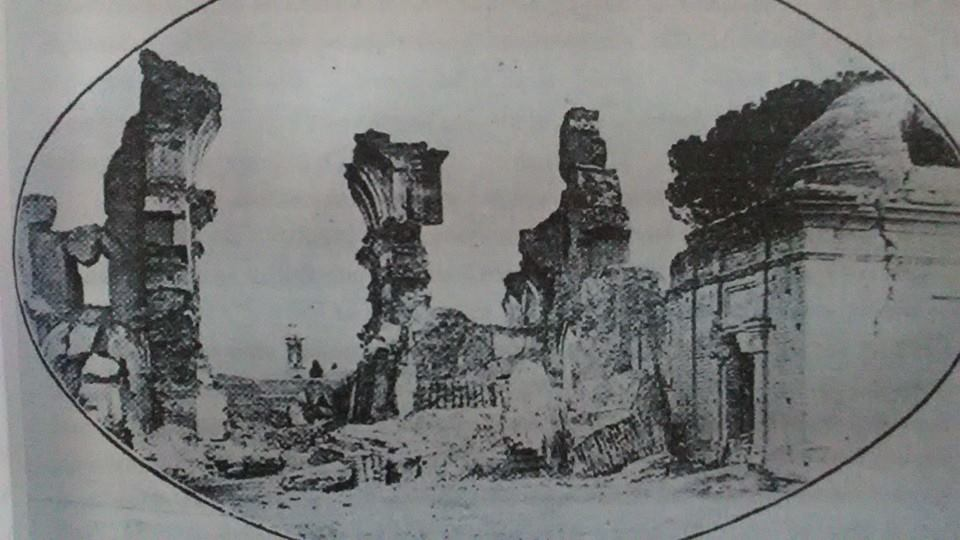
Ruinas de la Basílica de San Francisco tras el terremoto de 1861

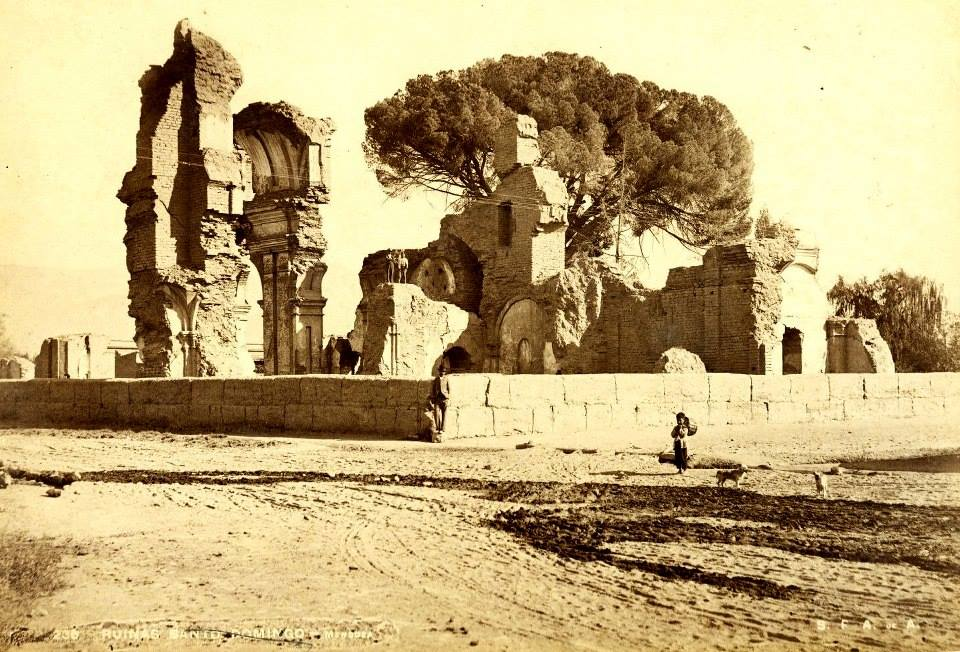
Ruinas de San Francisco a fines del

El terremoto destruyó y devastó la capital provincial, Mendoza, causando la muerte de 4247 personas. Con estas cifras y daños, se lo considera uno de los terremotos más desastrosos de ese siglo en todo el mundo, y sin dudas el más catastrófico de Argentina durante el siglo XIX.
La mayor parte de las edificaciones se desmoronaron, incluyendo el Cabildo (Casa Gubernamental de la época colonial) y la Basílica de San Francisco. Además, el fuego provocado por cientos de focos, pues en las casas se preparaba la cena, incendió una parte importante de la ciudad y el desborde de aguas también hizo su parte de daño. Es decir, la gran cantidad de víctimas obedeció a una serie de calamidades encadenadas. Algunas personas murieron como consecuencia de la energía liberada por el sismo, otros por el incendio que se produjo tras el movimiento telúrico al estar encendidas las velas y candiles en las mayorías de las casas. Otros murieron por el derrame de las aguas al taparse los cauces con los materiales del derrumbe de las viviendas. Muchos fueron devorados por las ratas y los perros que perdieron a sus amos y que debían obtener comida de algún modo.  Muchos fallecieron como consecuencia de las heridas sufridas por el movimiento sísmico, debido a la inexistencia de antibióticos para combatir las infecciones.
Siguiendo el plan diseñado por el agrimensor francés Julio Balloffet, la ciudad se reconstruyó en un nuevo lugar cercano, ubicado aproximadamente 1 km al sudoeste, en el solar que pertenecía a la actual Parroquia Santiago Apóstol y San Nicolás, y las autoridades se mudaron al nuevo asiento en 1863. Las nuevas construcciones incorporaron tendencias arquitectónicas modernas, claramente diferentes de las viejas edificaciones coloniales y el diseño de la ciudad nueva fue pensado para la evacuación rápida de los habitantes frente a una nueva emergencia sísmica. Para ello se diseñaron calles más anchas y una mayor cantidad de plazas, para servir como refugio rápido a los vecinos. En este diseño se hace evidente también la influencia de tendencias urbanísticas de la época.

## Fallecimientos
Durante mucho tiempo se creyó que se estaba produciendo una misa en el momento del terremoto debido a la gran cantidad de cuerpos que se encontraron bajo los escombros, pero no se estaba oficiando ningún tipo de evento religioso. Sí es cierto que se encontró gran cantidad de cuerpos, pero esto se debe a que para esa época, como no había cementerios, se utilizaban las iglesias para darle entierro a los difuntos ya que se lo consideraba suelo santo y es por ello que cuando se realizaron excavaciones se encontraron con una gran cantidad de cuerpos. Alrededor de 5000 personas murieron y más de 2000 viviendas resultaron destrozadas por causa de este.
Augusto Bravard, naturalista francés emigrado a la Argentina, fue una víctima notable de este desastre natural.